# Metropolitana di Bilbao
La metropolitana di Bilbao (in basco Bilboko Metroa, in spagnolo Metro de Bilbao) è la metropolitana della città di Bilbao. È composta da 3 linee principali che costeggiano in gran parte il fiume Nervión e da una funivia collegata alla linea L2.
Inaugurata l'11 novembre 1995, ha una lunghezza complessiva di 49,16 chilometri, con 47 stazioni (30 sotterranee e 17 in superficie) e 88 ingressi (ascensori esclusi) distribuiti su 70 hall, e 9 sottostazioni elettriche. Il traffico medio annuo si aggira sui 90 milioni di passeggeri, rendendola la terza rete di metropolitana della Spagna per numero di passeggeri trasportati.

## Storia
L'ampiezza e la distribuzione (soprattutto lungo il fiume) della popolazione nell'area metropolitana di Bilbao, in cui vive attualmente il 43% della popolazione dei Paesi Baschi, hanno fatto sì che si ponesse il problema della realizzazione di una rete metropolitana. Così, nel 1977 fu approvato il "Piano di costruzione della rete di metropolitana di Bilbao". Il progetto fu successivamente modificato a più riprese e nel 1987 venne approvato in via definitiva. L'architetto Norman Foster ha disegnato varie stazioni e le entrate della metropolitana (chiamate popolarmente in suo onore "fosteritos"), che hanno l'apparenza di un grosso tubo di cristallo segmentato che emerge dal sottosuolo.
La costruzione della linea 1, il cui tragitto ricalca quello del treno urbano esistente in precedenza, è iniziata nel 1988 e la linea è stata inaugurata l'11 novembre 1995. All'epoca essa comprendeva 25 stazioni (Zazpikaleak/Casco Viejo - Plentzia). Alcuni mesi più tardi furono inaugurate altre tre stazioni: Santutxu, Basarrate e Bolueta. Nel 2005 è stata inaugurata la stazione di Etxebarri, nel tratto comune alle linee 1 e 2.
La linea 2, che serve la riva sinistra del fiume, è stata invece inaugurata il 13 aprile 2002, aggiungendo alla rete la tratta tra le stazioni di San Ignazio (in comune con la linea 1) e Urbinaga. Il 13 gennaio 2005 sono state inaugurate altre due stazioni: Sestao ed Etxebarri, quest'ultima nel tratto comune alle due linee. Successivamente, fino al 2014, la linea è stata prolungata più volte, fino ad arrivare alla stazione di Kabiezes.
L'8 aprile 2017 è stata inaugurata la linea 3 tra le stazioni di Kukullaga e Matiko, avendo nella stazione di Zazpikaleak/Casco Viejo corrispondenza con le altre 2 linee.
Sono in fase di progettazione anche le linee 4 e 5.

## Architettura

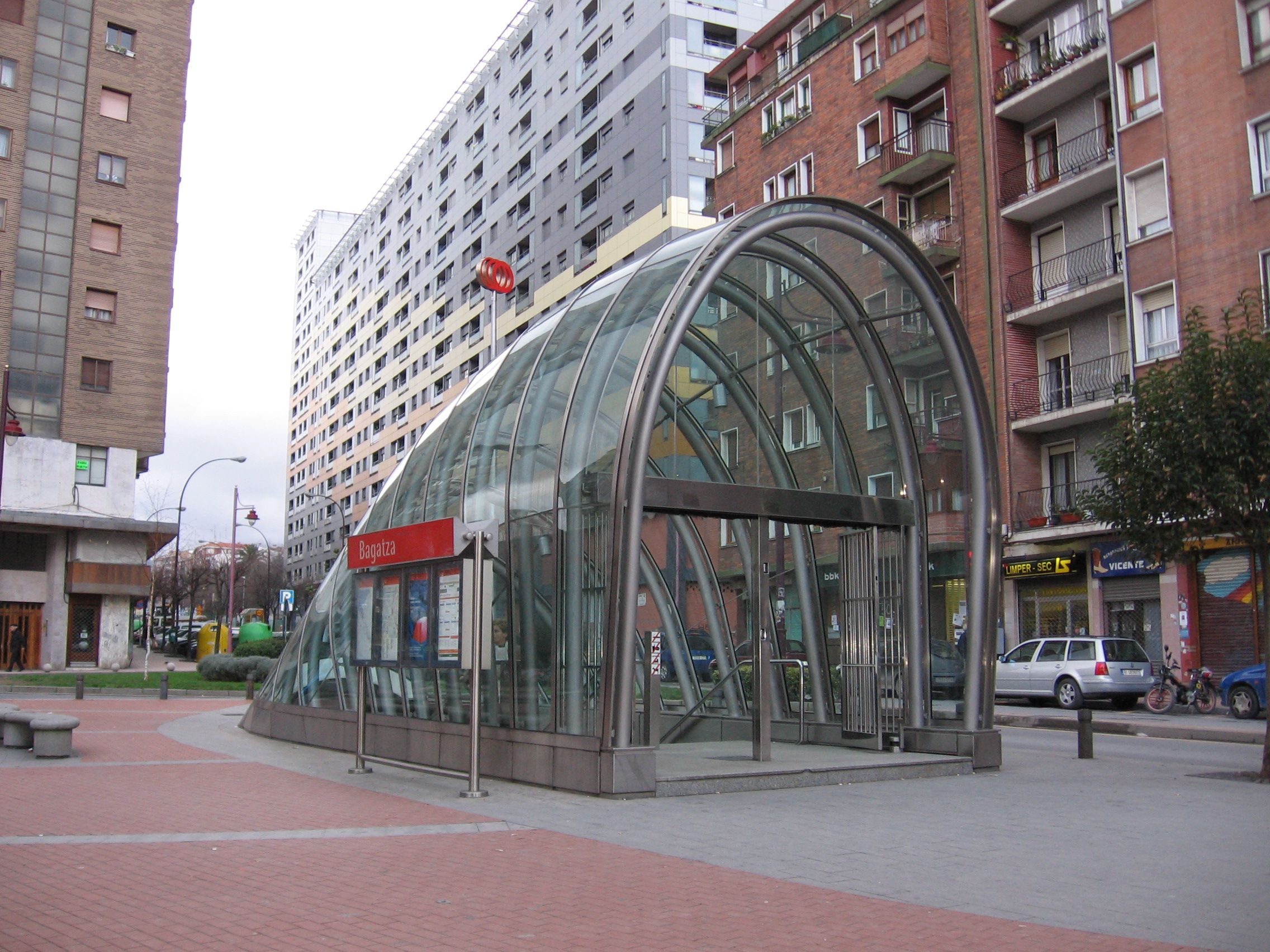
Fosterito della stazione di Bagatza.

Il progetto del Metro di Bilbao fu assegnato al gruppo di Norman Foster. Basato sull'acciaio, il cristallo e il cemento armato, con l'idea di ottenere un disegno urbano, ampio e comodo. Il disegno delle panchine fu realizzato da Akaba, società che vinse con il suo lavoro il Premio Nazionale di Disegno Industriale del Ministero delle Scienze e Tecnologie nel novembre del 2000.
Particolare è la struttura degli accessi al metro, costruiti in cristallo, i quali sono chiamati affettuosamente fosteritos, in onore dell'architetto che li progettò.
Otl Aicher si incaricò della progettazione grafica della segnaletica per ogni stazione. Essa si basa sul colore rosso, con lettere bianche per i dati principali, e nere per quelli secondari. Questa colorazione permette agli utenti di identificare le istruzioni in modo più leggibile.
La distanza media fra le stazioni è di circa 1,09 km.

### La stazione premiata: Sarriko

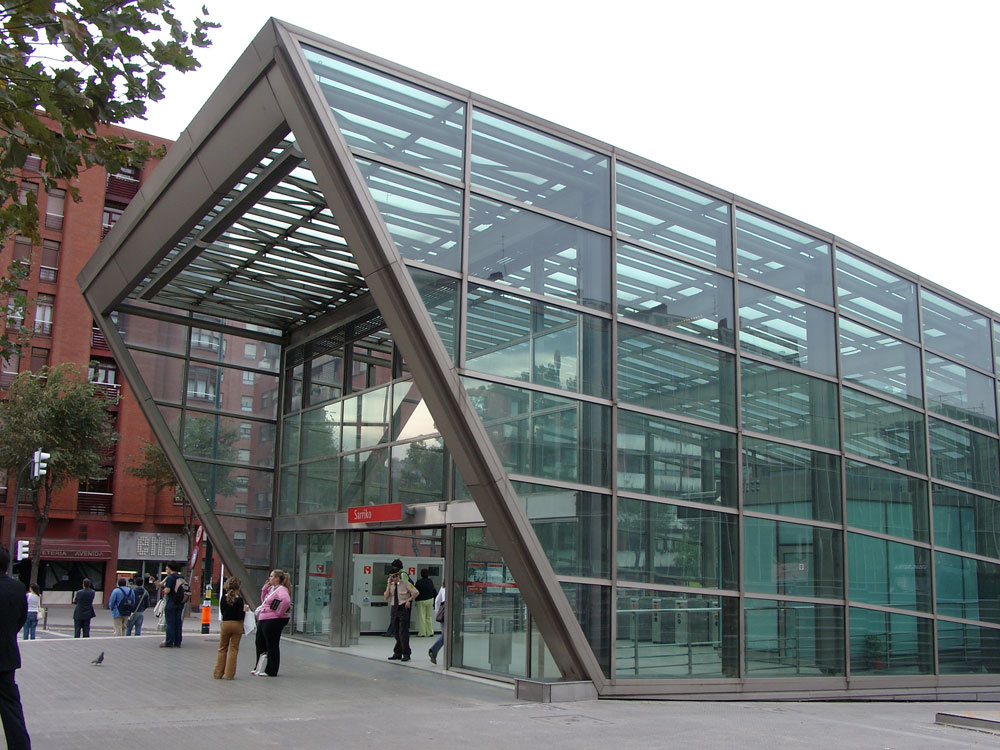
Entrata della stazione Sarriko.

La stazione di Sarriko ricevette il Premio Brunel al disegno ferroviario nel 1998. Questa stazione è differente rispetto a tutte le altre. Non ha un fosterito, ma una gran volta di cristallo che fornisce luce naturale a tutta la stazione. La discesa dal livello della strada si fa mediante un unico lungo tratto di scala mobile, il che dà un carattere speciale a questa stazione.
La stazione di Ansio della linea 2 ha una leggera somiglianza a quella di Sarriko. È costruita sotto terra però dall'interno si vede la superficie, i marciapiedi sono infilati in un buco nel terreno. La copertura è ispirata alle ali di un gabbiano in volo. Comprende una piazzetta con stazione di autobus e taxi.

## Linee
| Linea   | Capolinea            | Inaugurazione | Ultima estensione | Lunghezza | Stazioni | Gestore           |
| ------- | -------------------- | ------------- | ----------------- | --------- | -------- | ----------------- |
| Linea 1 | Etxebarri - Plentzia | 1995          | 2011              | 33,3 km   | 29       | Metro Bilbao S.A. |
| Linea 2 | Basauri - Kabiezes   | 2002          | 2014              | 22,9 km   | 25       | Metro Bilbao S.A. |
| Linea 3 | Kukullaga - Matiko   | 2017          | -                 | 5,8 km    | 7        | Eusko Trenbideak  |
| LM      | Santurtzi - Mamariga | 2010          | -                 | 500 m     | 2        | Metro Bilbao S.A. |
| TOTALE  | TOTALE               | TOTALE        | TOTALE            | 49,16 km  | 48       |                   |

## Interscambi

### Abando
La stazione di Abando collega con il tram di Bilbao, le linee C1, C2 e C3 di Cercanías, le tre linee regionale di Feve (B-1, R-3 e R-3b), e con le ferrovie nazionale (Renfe).

### San Mamés
La stazione di San Mamés collega con il tram di Bilbao, le linee C1 e C2 di Cercanías e con la stazione centrale di autobus "Termibus".

### Zazpikaleak/Casco Viejo
La stazione di Zazpikaleak/Casco Viejo collega con il tram di Bilbao e la linea suburbana 4 di Euskotren Trena.

### Bolueta
La stazione di Bolueta collega con le linee suburbane 1 e 3 di Euskotren Trena e con la linea regionale Bilbao - San Sebastian.